# 望衡亭
望衡亭，是中国湖南省湘潭市的一处旅游景点，位于老城区。
1932年修建于突兀于湘江回环处的壶山之上，根据相传东晋名将陶侃曾在该处建的“望岳”亭之义而取名“望衡亭”，亭上书有对联：“地维天柱此孤石。岳色江声萃一亭。”
该亭所在的壶山因形似壶而得名，也因为陶侃在此驻军而称“陶公山”，当地人也称为“石嘴垴”。山下有石高数十丈，为陶公的钓鱼石，名锦石或马蹄石。望岳，钓鱼二亭就建于石上。唐时此处则有湘江亭，李群玉、郑谷和孟冰于皆有诗。韦迢曾在此以“湘江一夜黄”与杜甫相对和，故后也曾称作“黄叶亭”。明清时则有观湘楼，但后来均塌毁。1928年湘潭城街道拓建，举事者倡议重建该亭以作纪念。4年后即1932年才告建成。为求坚固，以花岗石垒成。
亭周边还有陶侃与何腾蛟的衣冠冢。